# Norman Geisler
Norman Leo Geisler (21 de julho de 1932 — 1 de julho de 2019 ) foi um filósofo e teólogo apologista cristão e co-fundador do Southern Evangelical Seminary localizado em Charlotte, Carolina do Norte. Ele foi professor universitário por cinquenta anos e tem falado ou discutido em todos os estados americanos e em vinte e cinco países. Ele era Ph.D. em filosofia pela Loyola University Chicago. Ele foi autor de diversos livros dentre eles: Eleitos, Mas Livres.
Geisler é mais conhecido pela suas contribuições para os assuntos acadêmicos de apologética cristã, filosofia e amiraldismo e é autor, co-autor, ou editor de mais de sessenta livros e centenas de artigos. É considerado por alguns como um dos principais apologistas protestantes da atualidade.
Geisler também é conhecido pela sua abordagem filosófica da teologia. Os quatro volumes de sua Teologia Sistemática oferecem uma mistura de filosofia e exegese bíblica. Teologicamente, Geisler é um teólogo conservador. Apesar de ele ter se declarado um "calvinista moderado", com alguns considerando posições do arminianismo também em suas obras, suas posições se enquadram mais dentro do amiraldismo . Ele dedicou muito esforço para a causa da inerrância bíblica, e foi um contribuinte para a Chicago Statement on Biblical Inerrancy. Juntamente com William Nix, Geisler escreveu Introdução Geral à Bíblia, que ainda é considerado um livro para estudiosos evangélicos. Geisler deixou a Sociedade Teológica Evangélica em 2003, após o fracasso de expulsar Clark Pinnock e Greg Boyd, que defendem o Teísmo aberto  .

## Publicações
| - Geisler, Norman L (1971). Ethics: Alternatives and Issues. [S.l.]: Zondervan. - Geisler, Norman L (1973). The Christian Ethic of Love. [S.l.]: Zondervan. - Geisler, Norman L (1974). From God to Us. [S.l.]: Moody. - Geisler, Norman L (1975). To Understand the Bible—Look for Jesus. [S.l.]: Moody. - Geisler, Norman L (1976). Christian Apologetics. [S.l.]: Baker. - Geisler, Norman L (1977). A Popular Survey of the Old Testament. [S.l.]: Baker. - Geisler, Norman L (1978). The Roots of Evil. [S.l.]: Zondervan. - Geisler, Norman L (1979). Inerrancy. [S.l.]: Zondervan. - Geisler, Norman L (1980). Introduction to Philosophy: A Christian Perspective. [S.l.]: Baker. - Geisler, Norman L (1981). Options in Contemporary Christian Ethics. [S.l.]: Baker. - Geisler, Norman L (1981). Biblical Errancy: Its Philosophical Roots. [S.l.]: Zondervan. - Geisler, Norman L (1982). Decide for Yourself: How History Views the Bible. [S.l.]: Zondervan. - Geisler, Norman L (1982). The Creator in the Courtroom—Scopes II. et al. [S.l.]: Baker. - Geisler, Norman L (1981). What Augustine Says. [S.l.]: Baker. - Geisler, Norman L (1983). Is Man the Measure?. [S.l.]: Baker. - Geisler, Norman L (1983). Cosmos: Carl Sagan's Religion for the Scientific Mind. [S.l.]: Quest. - Geisler, Norman L (1983). Religion of the Force. [S.l.]: Quest. - Geisler, Norman L (1984). To Drink or Not to Drink: A Sober Look at the Problem. [S.l.]: Quest. - Geisler, Norman L (1984). Perspectives: Understanding and Evaluating Today's World Views. [S.l.]: Here's Life. - Geisler, Norman L (1985). Christianity Under Attack (book, video series). [S.l.]: Quest. - Geisler, Norman L (1985). False Gods of Our Time. [S.l.]: Harvest. - Geisler, Normal L (1986) [1968]. General Introduction to the Bible revised & expanded ed. [S.l.]: Moody. - Geisler, Norman L (1986). Reincarnation Sensation. [S.l.]: Tyndale. - Geisler, Norman L (1987). Origin Science. [S.l.]: Baker. | - Geisler, Norman L (1988) [1974]. Philosophy of Religion. [S.l.]: Zondervan. - Geisler, Norman L (1988). Signs and Wonders. [S.l.]: Tyndale. - Geisler, Norman L (1 de setembro de 1989). Christian Ethics: Options and Issues 8 impr ed. [S.l.]: Baker. ISBN 978-0-80103832-7. - Geisler, Norman L (1989). World's Apart. [S.l.]: Baker. - Geisler, Norman L (1989). Knowing The Truth About Creation. [S.l.]: Servant. - Geisler, Norman L (1989). The Infiltration of the New Age. [S.l.]: Tyndale. - Geisler, Norman L (1989). The Battle for the Resurrection. [S.l.]: Thomas Nelson. - Geisler, Norman L (1990). Apologetics in the New Age. [S.l.]: Baker. - Geisler, Norman L (1990). Come Let Us Reason: An Introduction to Logical Thinking. [S.l.]: Baker. - Geisler, Norman L (1990). Gambling: A Bad Bet. [S.l.]: Fleming H Revell. - Geisler, Norman L (1990). The Life and Death Debate. [S.l.]: Greenwood. - Geisler, Norman L (1991). In Defense of the Resurrection. [S.l.]: Quest. - Geisler, Norman L (1991). Thomas Aquinas: An Evangelical Appraisal. [S.l.: s.n.]. - Geisler, Norman L (1991). Matters of Life and Death: Calm Answers to Tough Questions about Abortion and Euthanasia. [S.l.]: Baker. - Geisler, Norman L (1991). Miracles and the Modern Mind: A Defense of Biblical Miracles. [S.l.]: Baker. - Geisler, Norman L (1992). When Critics Ask: A Handbook on Bible Difficulties. [S.l.]: Victor. - Geisler, Norman L (1992). Miracles and the Modern Mind: A Defense of Biblical Miracles. [S.l.]: Baker. - Geisler, Norman L (1993). Answering Islam. [S.l.]: Baker. - Geisler, Norman L (1995). Roman Catholics and Evangelicals. [S.l.: s.n.]. - Geisler, Norman L (1996). Love Is Always Right. [S.l.]: Word. - Geisler, Norman L (1997). Creating God in the Image of Man?. [S.l.]: Bethany. | - Geisler, Norman L; Rhodes, Ron (1997). When Cultists Ask: A Popular Handbook on Cultic Misinterpretation. [S.l.]: Baker. - Geisler, Norman L (1998). The Counterfeit Gospel of Mormonism. Eugene, Oregon: Harvest House. - Geisler, Norman L (1998). Legislating Morality. [S.l.]: Bethany House. - Geisler, Norman L (1999). Encyclopedia of Christian Apologetics. [S.l.]: Baker. - Geisler, Norman L (1999b). Chosen But Free. [S.l.]: Bethany. - Geisler, Norman L (2001). Unshakable Foundations. [S.l.]: Bethany. - Geisler, Norman L (2001). Why I Am a Christian. [S.l.]: Baker. - Geisler, Norman L (2001). Battle for God. [S.l.]: Kregel. - Geisler, Norman L (2002). Living Loud: Defending Your Faith. [S.l.]: Broadman & Holman. - Geisler, Norman L (2002). Systematic Theology. 1. Introduction – Bible. [S.l.]: Bethany. - Geisler, Norman L (2003). Systematic Theology. 2. God – Creation. [S.l.]: Bethany. - Geisler, Norman L (2003). Is Your Church Ready?. [S.l.]: Zondervan. - Geisler, Norman L (2003). Who Made God?. [S.l.]: Zondervan. - Geisler, Norman L (2004). Systematic Theology. 3. Sin – Salvation. [S.l.]: Bethany. - Geisler, Norman L (2004). I Don't Have Enough Faith to Be an Atheist. [S.l.]: Crossway. - Geisler, Norman L (2005). Systematic Theology. 4. Church – último Things. [S.l.]: Bethany. - Geisler, Norman L (2005). Bringing Your Faith To Work. [S.l.]: Baker. - Geisler, Norman L (2005). Correcting The Cults. [S.l.]: Baker. - Geisler, Norman L (2007). Love Your Neighbor. [S.l.]: Crossway. - Geisler, Norman L (2007). Essential Doctrine Made Easy. [S.l.]: Rose. - Geisler, Norman L (2008). A Popular Survey of the Old Testament. [S.l.]: Baker. - Geisler, Norman L (2008). A Popular Survey of the New Testament. [S.l.]: Baker. - Geisler, Norman L (2008). Conviction Without Compromise (Harvest House. [S.l.: s.n.]. | - Geisler, Norman L (2008). Is Rome the True Church?: A Consideration of the Roman Catholic Claim. [S.l.]: Crossway. - Geisler, Norman L (2008). When Skeptics Ask. [S.l.]: Baker. - Geisler, Norman L (2008). The Big Book of Bible Difficulties. [S.l.]: Baker. - Geisler, Norman L (17 de abril de 2009). «Any Absolutes? Absolutely!». Christian Research Institute. Equip. DE198. Consultado em 1 de julho de 2019. - Geisler, Norman L (2009). The Apologetics of Jesus. [S.l.]: Baker. - Geisler, Norman L (2009). Making Sense of Bible Difficulties. [S.l.]: Baker. - Geisler, Norman L (1 de janeiro de 2010) [1989]. Christian Ethics: Contemporary Issues and Options 2 ed. Grand Rapids, MI: Baker Academic. ISBN 978-0-80103879-2. - Geisler, Norman L (2011). If God, Why Evil?. [S.l.]: Bethany. - Geisler, Norman L (2011). Systematic Theology: In One Volume. [S.l.]: Bethany. ISBN 978-0-76420603-0. - Geisler, Norman L; Roach, William C (2012). Defending Inerrancy: Affirming the Accuracy of Scripture for a New Generation. Packer, JI foreword. [S.l.]: Baker. ISBN 978-0-80101434-5. - Geisler, Norman L; Nix, William E (2012). From God To Us Revised and Expanded: How We Got Our Bible. [S.l.]: Moody. ISBN 978-0-80242882-0. - Geisler, Norman L (2012). Big Book of Christian Apologetics, The: An A to Z Guide. Col: A to Z Guides. [S.l.]: Baker. ISBN 978-0-80101417-8. - Geisler, Norman L; Tunnicliffe, Patty (2013). Reasons for Belief: Easy-to-Understand Answers to 10 Essential Questions. [S.l.]: Bethany. ISBN 978-0-76421057-0. - Geisler, Norman L; Brooks, Norman L (2013). When Skeptics Ask: A Handbook on Christian Evidences. [S.l.]: Baker. ISBN 978-0-80101498-7. - Geisler, Norman L (2013) [1976]. Christian Apologetics revised & expanded ed. [S.l.]: Baker. ISBN 978-0-80104854-8. |